# زبان مندائی نو
زبان مَندائی نو یا نو-مندایی یکی از زبان‌های سامی رایج در منطقه خوزستان ایران و عراق است. این زبان که بازمانده زبان مندائی قدیم است امروزه تنها توسط پنج هزار از ایرانیان مندائی در خوزستان و شهرهای اهواز و آبادان و سوسنگرد به‌کار می‌رود. نام دیگر این زبان «رطنه» که از زبان عربی: رطنة (raṭna ) به معنای «زبان نامفهوم و بیگانه» است. امروزه برآورد می‌شود که دست کم ۵۰۰۰ گویشور به زبان نو-مندایی در ایران وجود داشته باشد. همه گویشوران نو-مندایی چندزبانه هستند و به زبان‌های عربی و مندائی سخنورند. از اینرو دستورزبان و واژگان دو زبان یادشده اثرات فراوانی بر زبان نوین-مندایی گذاشته است.